# St. Georg (Langula)

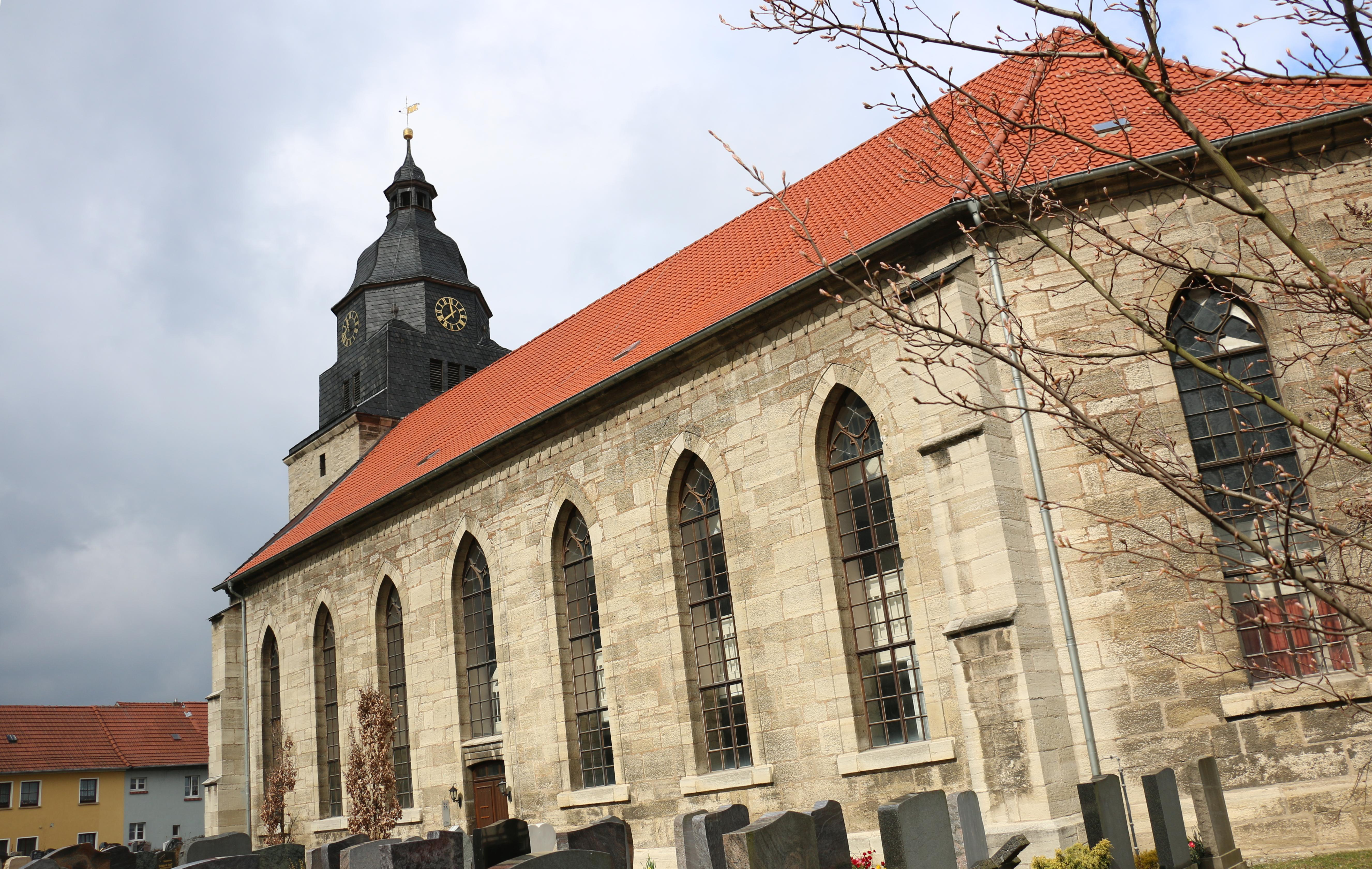
St.-Georg-Kirche in Langula

Die evangelisch-lutherische, denkmalgeschützte Kirche  St. Georg steht in Langula, einem Ortsteil der Landgemeinde Vogtei im Unstrut-Hainich-Kreis in Thüringen. Die Kirchengemeinde Langula gehört zur Pfarrei Kammerforst-Langula im Kirchenkreis Mühlhausen der Evangelischen Kirche in Mitteldeutschland.

## Beschreibung
Langula hatte bereits ein Gotteshaus, das nach einem Brand 1765/66 wiedererrichtet wurde. Der eingezogene Kirchturm im Westen der heutigen Saalkirche ist im Kern gotisch. Das neugotische Kirchenschiff, das von Strebepfeilern gestützt wird, und der dreiseitige Chor wurden 1842–45 erbaut. Das Vestibül und der Chor haben Kreuzgratgewölbe, das Kirchenschiff ist mit einer Holzbalkendecke überspannt. Der quadratische Turm hat einen schiefergedeckten Aufsatz, der sich achtseitig fortsetzt. Darauf sitzt eine Haube, die eine Laterne mit einer Turmkugel trägt. Das Fenster im Osten mit einer Darstellung von Jesus Christus stammt von 1901. Die Kirchenausstattung ist neugotisch. Von der umlaufenden Empore ist die nördliche und die südliche zweigeschossig. Im Osten steht der Kanzelaltar unter der Empore. Ein spätgotisches Taufbecken hat Ornamente aus Maßwerk. Zwei spätgotische Opferstöcke und ein Gotteskasten mit eisernen Beschlägen aus dem 15. Jahrhundert ergänzen die Ausstattung.
Die Orgel mit 17 Registern, verteilt auf 2 Manuale und Pedal, wurde 1843 von Johann Friedrich Schulze gebaut. Der Ort war vor allem auf dem Gebiet der Pflege der Kirchenmusik seit Ende des Dreißigjährigen Krieges bekannt. Adam Jakob Schröter, zu Beginn des 18. Jahrhunderts Kantor in Langula, traf sich des Öfteren mit Johann Sebastian Bach, um sich über Neuerungen und Trends sakraler Musik auszutauschen.
Die Kirche wurde 2004/05 komplett restauriert.